# El Montcau
El Montcau (del llatí “Monte calvo”, muntanya pelada), és el segon cim del massís de Sant Llorenç del Munt i del Vallès Occidental, i té 1.056,7 m d'altitud.
Està situat a la Serralada Prelitoral al nord de la Mola, es troba a cavall entre els termes municipals de Sant Llorenç Savall (Vallès Occidental) i Mura (Bages) i les conques del Llobregat i el Besòs. A la cara sud hi ha l'inici de la riera de les Arenes.
És molt característic l'aspecte rocallós i monolític de la seva piràmide cimera vista des del sud, tot i que el cim és allargassat en sentit nord-sud. Des del Bages i el Moianès també és un punt de referència constant en el paisatge, tot i que pren una forma més arrodonida, molt característica.
De dalt estant hom pot gaudir d'àmplies panoràmiques sobre el Bages i els Pirineus; hi ha una taula d'orientació per tal de facilitar-ne el reconeixement. Als seus peus destaquen els perfils dels Cortins i la Falconera, les coves Simanya i Simanya Petita i la necròpolis que hi ha sobre el coll d'Eres (930 m), vestigis d'una ocupació antiga del territori.
És un cim molt accessible i visitat; la carretera BV-1221 que va de Terrassa a Navarcles, passant prop de Mura i Talamanca passa als seus peus (menys de 15 km des de Terrassa), i arriba fins als 870,4 m d'altitud al coll d'Estenalles, on hi ha àmplies zones d'aparcament i un Centre d'Interpretació del Parc Natural de Sant Llorenç del Munt i l'Obac.
Al cim hi ha un vèrtex geodèsic (referència 285112001).
Aquest cim està inclòs al llistat dels 100 cims de la FEEC.